# Hilde Daem
Hilde Daem, née à Haaltert le 12 décembre 1950, est une architecte belge. Elle se rattache à la Nouvelle simplicité (nl), un courant architectural qui se développe en Flandres à la fin du xxe siècle. Le style de Hilde Daem se caractérise par une vision approfondie de la matérialité, des dimensions et de l'utilisation de la couleur. Les premières conceptions de son bureau Robbrecht et Daem (nl) témoignent d'un retour aux éléments de base classiques de l'architecture. Son intérêt pour l'aspect humain, le design ethnique et l'architecture fluide se reflète dans ses créations.
Parmi les nombreux projets qu'elle a conçus le Concertgebouw à Bruges (1998-2002 ) et la Halle de Gand sont sans doute ceux qui ont reçu le plus de distinctions.
Avec ses partenaires Paul Robbrecht (nl) et Marie José van Hee, elle contribue à faire connaître l'architecture flamande en Belgique et en Europe,.

## Biographie

### Formation
Hilde Daem est née le 12 décembre 1950 à Haaltert. Elle étudie l'architecture à Gand, à l'Institut Sint-Lucas (nl) de 1969 à 1974 et à l'Académie royale des Beaux-Arts (KASK) de 1974 à 1975 et suit ensuite, toujours à Gand, des cours de graphisme libre au KASK de 1982 à 1984 et d'art photographique à l'Académie Saint-Luc à partir de 2016.
Elle obtient son diplôme de l'Institut d'architecture Sint-Lucas en 1974 et appartient à la "Génération de 1974" de cette école, qui développe une approche basée sur l'autonomie de l'architecture et sa relation avec l'art et l'artisanat. Dans ce groupe, on trouve notamment Paul Robbrecht, Marie-José Van Hee, Marc Dubois, Jan Maenhout, Luc Devos, Francis Glorieux et Martin Herman. Elle est également considérée comme faisant partie des Silencieux, un groupe de cinq architectes gantois qui répondent au début des années 1970 aux idéaux sociaux défaillants des années 1960 en affinant leur technique de conception vers une approche plus introspective. Leurs théorie et pratique architecturales explorent différentes relations rationnelles et métaphoriques entre le mobilier, l'architecture et le design urbain.

### Robbrecht en Daem architecten
Hilde Daem fonde, en 1975, le cabinet d'architecture Robbrecht en Daem architecten à Gand, avec son mari Paul Robbrecht.
En 2002, leur fils Johannes Robbrecht rejoint l'équipe de Robbrecht en Daem architecten et devient associé en 2012. En 2016, l'agence compte plus de 40 collaborateurs.

### Œuvres principales
Depuis 1975, Hilde Daeme et Paul Robbrecht conçoivent une œuvre très diversifiée de projets d'architecture et d'infrastructure, d'intérieurs et de paysages .
Leur style se rattache au mouvement de la nouvelle simplicité (nieuwe eenvoud), né en Flandre à la fin du XXe siècle, qui affirme l'autonomie de la forme architecturale. Le travail de Robbrecht en Daem architecten est non seulement très intemporel, mais aussi utile. Leurs projets innovants prêtent attention aux personnes, au contexte culturel et à l'environnement,.

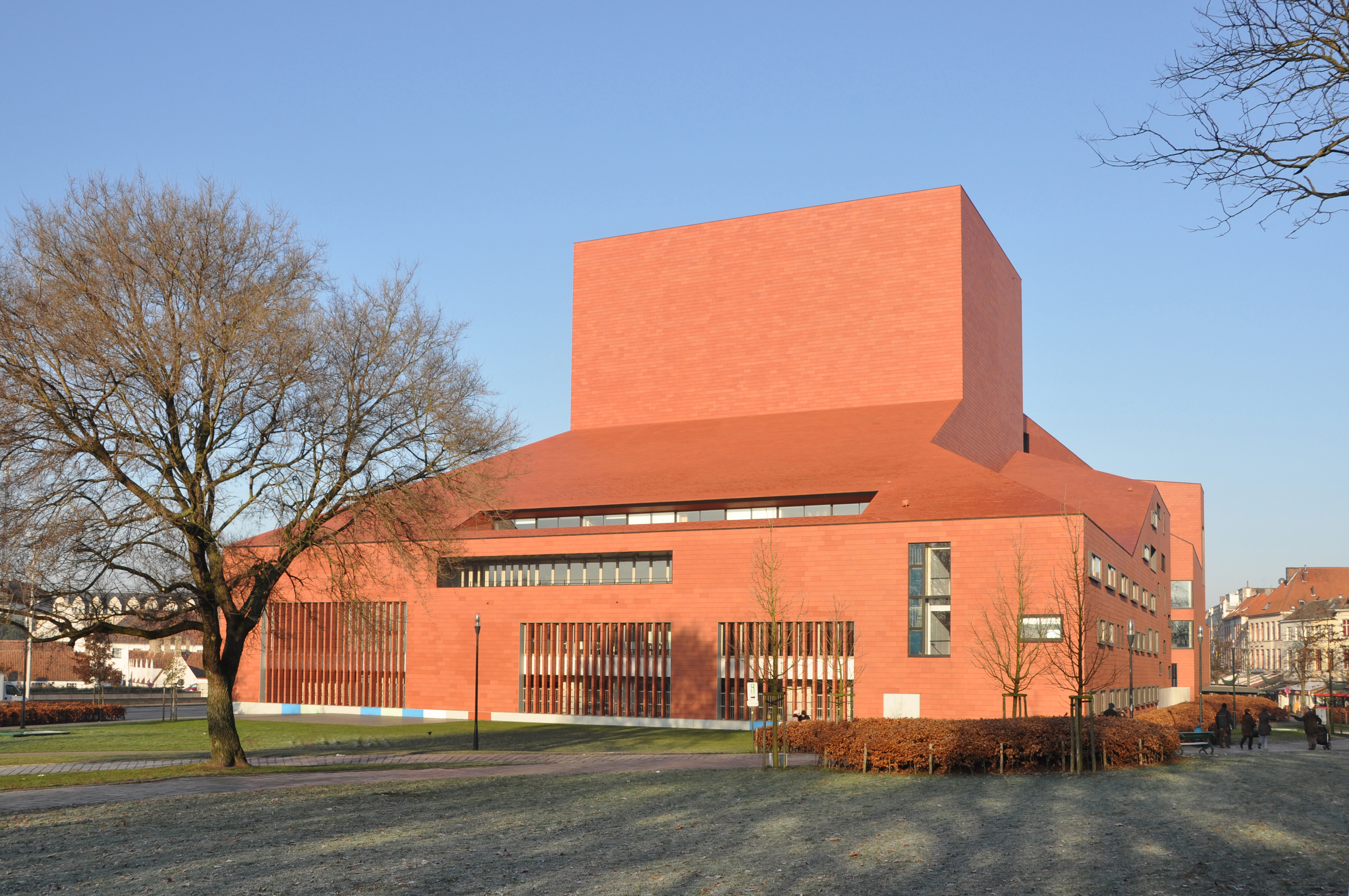
Concertgebouw à Bruges

Leur travail se distingue par une relation constante entre la conception architecturale et les arts visuels. Ils invitent systématiquement des artistes plasticiens à créer une œuvre d'art dans le cadre de la commande architecturale,. Ils travaillent ainsi avec des artistes de renom tels que Isa Genzken pour la Galerie Meert à Bruxelles en 1991, Gerhard Richter pour le Pavillon Aue à Cassel en 1992, Cristina Iglesias pour la Katoennatie à Anvers, 2001, Leopold Dewaelplaats à Anvers en 2001, Luc Tuymans pour le Concertgebouw à Bruges et Franz West pour la Rubensplein à Knokke en 2004,.
En 1992, le curateur Jan Hoet leur demande de concevoir les pavillons de l'exposition d'art internationale Documenta IX à Cassel.

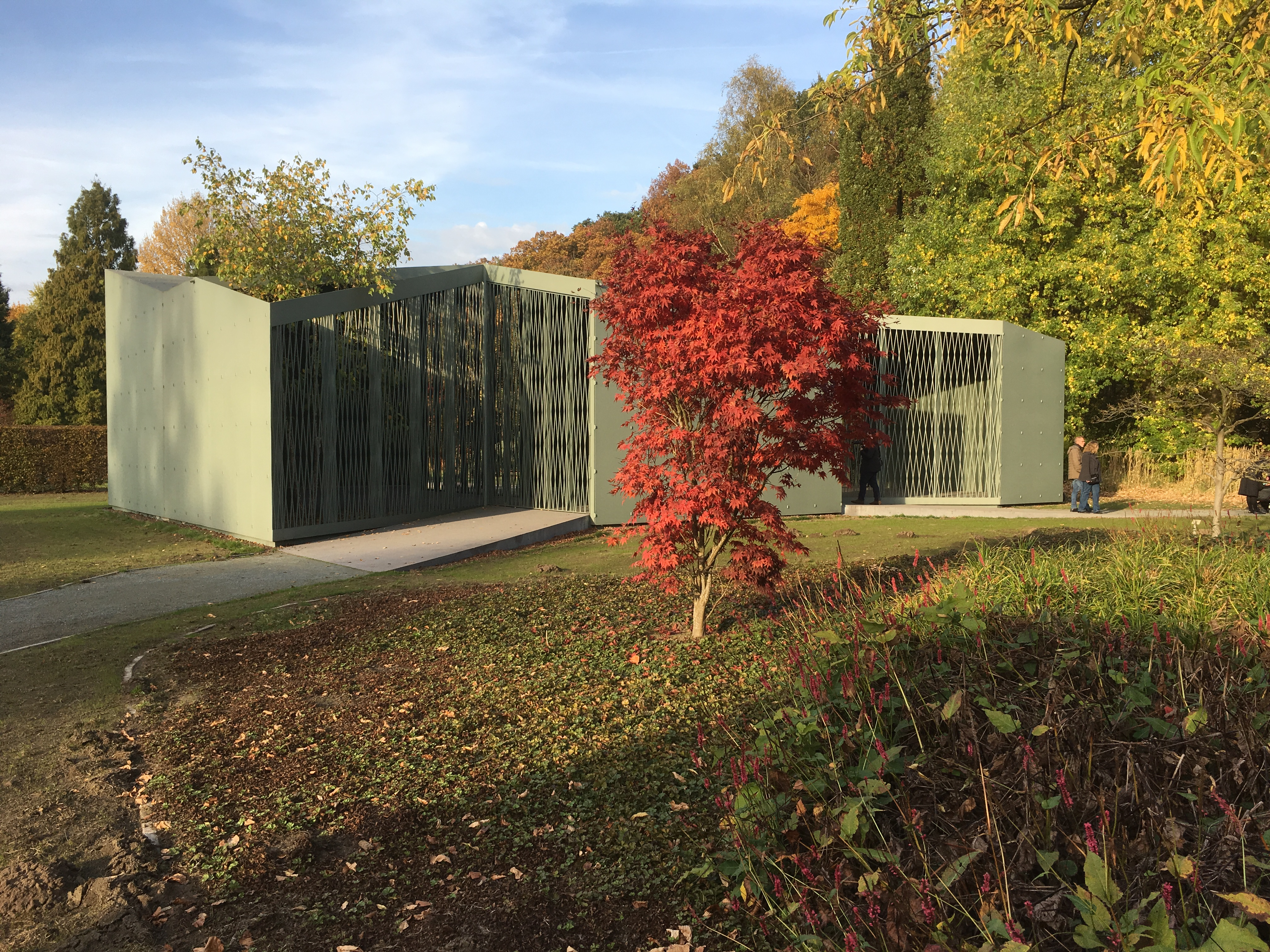
Het Huis au musée de sculptures Middelheim

Parmi les œuvres de Hilde Daem et Paul Robbrecht figurent un grand nombre de bâtiments culturels : le Concertgebouw à Bruges en 2002, qui été officiellement nommé par le gouvernement flamand Institution d'art de la Communauté flamande, l'extension du Musée Boijmans Van Beuningen à Rotterdam en 2003, la salle de musique de chambre à Gaasbeek en 2004 et le pavillon d'exposition permanente Het Huis au Musée de sculpture en plein air de Middelheim à Anvers en 2012,. En 2021, ils sont de plus chargés d'aménager un nouveau centre d'accueil des visiteurs pour la Maison Rubens à Anvers, ville où ils sont omniprésents.
Avec son agence, Hilde Daem réalise également des ensembles de logements (à Marke, Gand, Laethem-Saint-Martin ...) et des infrastructures de bureaux comme des bâtiments d'archives à Bordeaux, Gand et Anvers ainsi qu'un nouveau dépôt souterrain à la tour de la bibliothèque universitaire de Gand, conçue par Henry Van de Velde.

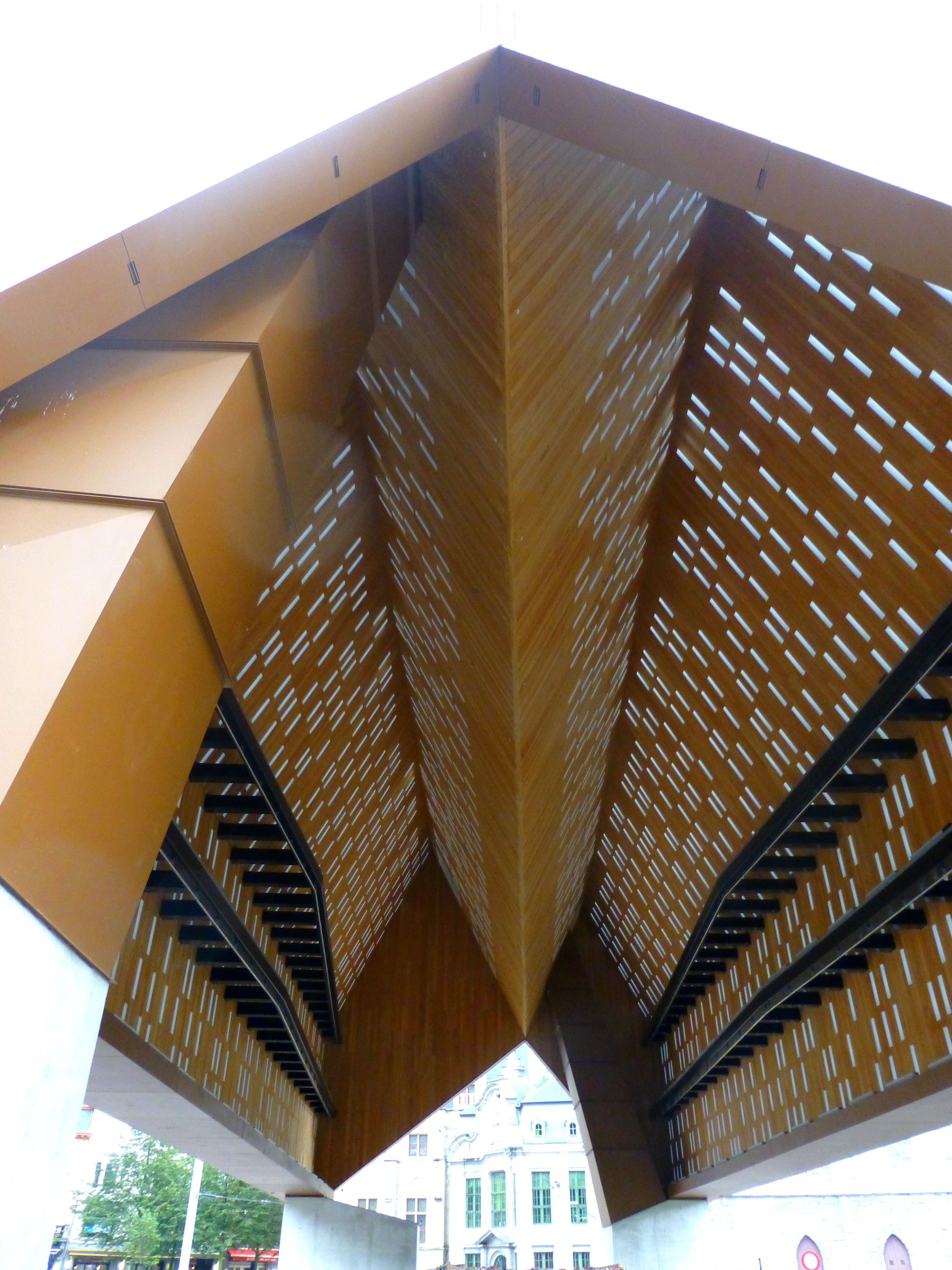
Halle de Gand

Plusieurs projets dans l'espace public figurent également à son actif : la place Leopold De Wael à Anvers en 2001, la place Rubens à Knokke en 2004, la Grand place de Lierre en 2013 et le réaménagement du centre-ville de Deinze et des rives de la Lys en 2012.
En dehors de la Belgique l'agence est chargée de la rénovation de la Whitechapel Gallery à Londres en 2009, de la construction d'un nouveau chai, creusé dans le sol, au Château Le Pin, achevé en 2012 et des Archives de Bordeaux,,.

### Fonctions
- 1997 – 2001 Membre de la Welstandscommissie, Middelburg et Vlissingen, Pays-Bas
- 2000 - 2007 Présidente de la Welstandscommissie, Anvers
- 2000 - 2018 Conseillère du Conseil d'administration du Musée d'Art contemporain d'Anvers
- 2010 - 2020 Conseillère du Conseil d'administration du Concertgebouw de Bruges
- 2010 - 'International Fellow' du Royal Institute of British Architects
- 2012 - Membre du Comité Artistique du Concertgebouw Brugge
- 2012 - Membre du jury du Stirling Award du Royal Institute of British Architects
- 2012 - Membre du jury de la Biennale d'Architecture de Wallonie
- 2012 - Membre à vie de la Whitechapel Gallery, Londres
- 2016 - 2018 Présidente du Conseil d'administration de Herita (nl), Anvers[13]
- 2018 - Conseiller du conseil d'administration de Herita, Anvers [14]

## Distinctions
- 1997 : prix flamand de la culture, catégorie architecture, avec Paul Robbrecht et Marie-José Van Hee[15]
- 2002 : 
  - Concertgebouw Bruges classé Institution d'art de la Communauté flamande[9]
  - Prix de la culture de la KU Leuven avec Paul Robbrecht[16]
- 2003 : Shortlist du Prix de l'Union européenne pour l'architecture contemporaine Mies van der Rohe pour le concertgewouw de Bruges[17]
- 2011 : Shortlist du Prix de l'Union européenne pour l'architecture contemporaine Mies van der Rohe pour les bureaux Robbrecht & Daem architecten et Marie-José Van Hee[18]
- 2013 : 
  - Finaliste du Prix de l'Union européenne pour l'architecture contemporaine Mies van der Rohe avec Paul Robbrecht et Marie-José Van Hee pour la Halle de Gand[19],[20]
  - Prix belge d'architecture et énergie pour la Halle de Gand[21]
  - Prix du Bouwmester pour la Halle de Gand[21]
- 2022 : doctorat honorifique de l'Université de Gand[22]

## Expositions
- 2012 : Robbrecht & Daem avec Marie-José Van Hee participent à l'exposition Common Ground à la 13e Biennale d'architecture de Venise[23]
- 2017 : Robbrecht & Daem Pacing through architecture - traversant l’architecture, Bordeaux, Arc en rêve centre d'architecture[24]

## Publications
- (en) avec Paul Robbrecht et Documenta, Aue Pavilions : temporary buildings for Documenta IX, Cologne, König, 2014  (ISBN 9783883751924)
- avec Paul Robbrecht, William Mann, Iwona Blazwick et Marc Dubois, Robbrecht en Daem, Bercelon, Gustavo Gili S.A, 2010  (ISBN 9788425223747)
- (nl) avec Cathy De Zegher, Siska Beele et Kristien Daem, Diepe Fontein Cristina Iglesias, Schoten, Anvers, BAI, Musée royal des Beaux-Arts Anvers, 2008  (ISBN 9789085864912)
- (nl) avec Paul Robbrecht, Els Claessens et David Schalenbourg, Pacing through architecture verbouwing van een oude melkerij tot concertzaal, bibliotheek en gastenverblijf voor muzikanten, Bruxelles, ICASD, 2009
- avec Paul Robbrecht, et Bart Cassiman, De architectuur en het beeld, Anvers, De Singel, 1989
- avec Paul Robbrecht, Works in Architecture, Ludion, 1998  (ISBN 9789055440900)